# Booch-módszer

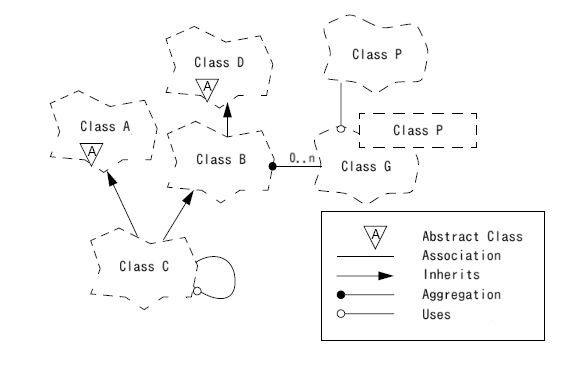
Booch-módszer - osztálydiagram

A Booch-módszer egy objektumorientált szoftverfejlesztési módszer, amely egy objektummodellező nyelvből, egy iteratív objektumorientált fejlesztési folyamatból és egy sor ajánlott gyakorlatból áll.
Grady Booch ezt a módszert elsőnek 1992-ben publikálta, amíg a Rational Software-nek dolgozott (melyet később az IBM vásárolt fel), és két évvel később, 1994-ben dolgozták át. Főként a szoftverfejlesztésben használták az objektumorientált elemzés és tervezésre, mivel előnyt jelentett a bőséges dokumentációja és támogatási eszközei.
A Booch-módszer jelölési aspektusát a Unified Modeling Language (UML) váltotta fel, amely a Booch-módszer grafikai elemeit ötvözi az objektummodellezési technika (OMT) és az objektumorientált szoftverfejlesztés (OOSE) elemeivel. A Booch-módszer módszertani aspektusait több módszertanba és folyamatba is beépítették, melyek közül a legismertebb a Rational Unified Process (RUP).

## A módszer tartalma
A Booch-jelölés jellemzője, hogy felhő alakzatokat használ az osztályok ábrázolásához, és az alábbi diagramokat különbözteti meg:
| Modell  | Típus     | Diagram                | UML megfelelője    |
| ------- | --------- | ---------------------- | ------------------ |
| Logikai | Statikus  | Osztálydiagram         | Osztálydiagram     |
|         |           | Objektumdiagram        | Objektumdiagram    |
|         | Dinamikus | Állapotátmenet-diagram | Állapotdiagram     |
|         |           | Interakciódiagram      | Szekvenciadiagram  |
| Fizikai | Statikus  | Moduldiagram           | Komponensdiagram   |
|         |           | Folyamatdiagram        | Telepítési diagram |

A folyamat makro- és mikrofolyamat köré szerveződik.
A makrofolyamat az alábbi tevékenységi ciklusokat azonosítja:
- Koncepcionalizálás: az alapvető követelmények meghatározása
- Elemzés: kívánt viselkedés modelljének kidolgozása
- Tervezés: architektúra létrehozása
- Fejlődés: az implementáláshoz
- Karbantartás: a szállítás utáni fejlődéshez

A mikrofolyamat az új osztályokra, struktúrákra vagy viselkedésekre alkalmazható, amelyek a makrofolyamat során merültek fel. Az alábbi ciklusokból áll:
- Osztályok és objektumok azonosítása
- Osztályok és objektumok szemantikájának az azonosítása
- Osztályok és objektumok kapcsolatai
- Osztályok és objektumok interfészének és implementációjuknak a specifikálása

## Fordítás
Ez a szócikk részben vagy egészben  a   Booch method című angol Wikipédia-szócikk fordításán alapul.  Az eredeti cikk szerkesztőit annak laptörténete sorolja fel. Ez a jelzés csupán a megfogalmazás eredetét és a szerzői jogokat jelzi, nem szolgál a cikkben szereplő információk forrásmegjelöléseként.